# Ophiopogon tienensis
Ophiopogon tienensis är en sparrisväxtart som beskrevs av Fa Tsuan Wang och Tang. Ophiopogon tienensis ingår i släktet Ophiopogon och familjen sparrisväxter. Inga underarter finns listade i Catalogue of Life.